# محمود امجد
محمود امجد (زادهٔ ۱۳۱۸) روحانی اهل ایران است. او یکی از شاگردان سید محمدحسین طباطبایی، سید رضا بهاءالدینی، سید روح‌الله خمینی بوده است.

## زندگی‌نامه
وی در سال ۱۳۱۸ خورشیدی در شهرستان کنگاور از توابع شهر کرمانشاه در خانواده‌ای روحانی زاده شد. جدش ملقب به «افصح المتکلّمین» بود. پدرش نیز از علما بود و در مسیر کاروان‌های ایران به کربلا، میزبان علمای آن روزگار می‌شد. او تحصیلات کلاسیک را تا سطح پنجم و دبیرستان قدیم در رشته طبیعی در همان شهر کرمانشاه گذراند.

### دوران تحصیل و استادان
محمود امجد تقریباً هجده ساله بود که تحصیلات جدید را با هدف تحصیل علوم دینی رها کرد و به قم رفت. در مدت کوتاهی دورهٔ مقدمات و سطح را به پایان برد و تحصیل دروس خارج را آغاز کرد. استادان درس خارج فقه و اصول او سید روح‌الله خمینی، محقق داماد، حسین فاطمی، سید رضا بهاءالدینی، محمدتقی بهجت و عزیزالله خوشوقت بودند و در فلسفه و عرفان از سید محمدحسین طباطبایی بهره جست و در ۲۰ سال پایانی عمر طباطبایی با او همراه بود و در جلسات عمومی و خصوصی‌اش شرکت داشت.
بزرگ‌ترین استاد اخلاق و عرفان او سید رضا بهاءالدینی بود که از سال ۱۳۵۱ خورشیدی با او مأنوس بود و از او می‌آموخت. محمود امجد از سال ۱۳۵۰ با محمدتقی بهجت ارتباط پیدا کرد و علاوه بر شاگردی، ارتباطی خاص و نزدیک با او داشت؛ و همچنین با عزیزالله خوشوقت مراودت نزدیکی داشت و در بسیاری از جلسات اخلاقی وی در قم و تهران در کنار وی حضور داشت.

### پس از انقلاب
پس از انقلاب، او مدتی امام جمعه نهاوند بود و مدتی نیز نمایندهٔ سید روح‌الله خمینی در غرب ایران (منطقهٔ ۷) بود.
او از استادان مدرسهٔ عالی شهید مطهری و مسجد کوی دانشگاه، حوزهٔ علمیهٔ دماوند، مشهد، قم، اصفهان و … شناخته می‌شود و طلاب و دانشجویان بسیاری را در طول سال‌های حضور در مدرسهٔ عالی شهید مطهری و مسجد کوی دانشگاه تربیت کرده است.
امجد نزدیک به دو دهه در تهران ساکن و به تدریس مشغول بود. مباحث اخلاقی و نماز جماعت او در مسجد کوی دانشگاه تهران، امامزاده صالح تهران و مدرسهٔ عالی شهید مطهری و مراسمی چون عزاداری ایام محرم و احیاء شبهای قدر و همواره مورد توجه قرار گرفته بود.
امجد در نیمه تیر ۱۳۹۰ به مالزی که محل سکونت فرزندش محمد است رفت تا مراسم شعبان و رمضان را آنجا بگذراند. او در خرداد ۹۱ نیز در مسکو بود و پس از آن به ایران بازگشت. وی در دهه اخیر اغلب خارج از ایران در مالزی، مسکو و فرانسه به‌سر می‌برد.

### ثبت نام در پنجمین دوره انتخابات خبرگان و عدم احراز صلاحیت
محمود امجد همزمان با سید حسن خمینی در ۲۷ آذر ۱۳۹۴، با حضور در وزارت کشور ایران رسماً برای شرکت در دوره پنجم انتخابات مجلس خبرگان رهبری ثبت‌نام کرد. وی خود را فراجناحی دانست و در ارتباط با بحث نظارت بر رهبری، حمایت از رهبری را لازم دانست. وی پیشتر در نخستین دوره مجلس خبرگان رهبری از حوزه انتخابیه کرمانشاه کاندید شده بود و اجتهاد وی نیز محرز و تأیید صلاحیت گردید و حدود صد هزار رای داشت اما منتخب نگردید. علیرغم وجود این قانون در انتخابات خبرگان، که کسانیکه اجتهاد آنها در انتخاباتهای پیشین قبلاً تأیید شده نیاز به آزمون مجدد اجتهاد ندارند، در انتخابات این دوره از امجد خواسته شد برای احراز اجتهاد در آزمون شرکت کند، اما وی در این آزمون شرکت نکرد و در نهایت صلاحیت او از سوی شورای نگهبان احراز نگردید.

## شاگردان
- محمدحسین رحیمی، (اخیرا کتاب شرح وی بر رسالة الولایة سید محمد حسین طباطبایی با اشراف و تقریظ محمود امجد به چاپ رسیده است)

## موضع‌گیری‌های سیاسی
محمود امجد از سال ۱۳۸۸ به‌این سو در بعضی موارد موضع‌گیری‌های مخالف حاکمیت داشته است.

### حمایت از کردان
در جریان جنجال مدرک تحصیلی علی کردان، امجد از او حمایت و از استیضاح‌کنندگان به شدت انتقاد کرد و گفت «آن‌ها به جهت ریختن آبروی مؤمن گناهکارند».

### اعتراض به سرکوب معترضان به نتایج انتخابات ریاست جمهوری دهم
امجد در جریان انتخابات ریاست جمهوری ایران (۱۳۸۸) دربارهٔ احمدی‌نژاد گفت: «اگر امام بود این شخص را عزل می‌کرد.» او دربارهٔ میرحسین موسوی گفت: «من به صداقت آقای موسوی یقین پیدا کرده‌ام و اگر همه کرهٔ زمین غیر این را بگوید من از یقین خود دست برنخواهم داشت».
وی همچنین در مورد مهدی کروبی اظهار داشت: «ایشان هم شجاع است و هم صداقت دارد.»
محمود امجد پس از انتخابات ریاست جمهوری ایران (۱۳۸۸) در اعتراض به سرکوب مردم معترض، درس اخلاق خود را در تهران تعطیل کرد و در نیمه تیرماه ۱۳۹۰ از ایران خارج و در مالزی ساکن شد. وی همچنین سفرهایی به مسکو داشت. برخی از سایت‌ها دربارهٔ خروجش از ایران از قول وی نقل کرده‌اند که وی گفته: «من به نشانه اعتراض به وضع موجود از ایران خارج شده‌ام و تا زمانی که ظلم در ایران پابرجاست به ایران بازنخواهم گشت.» وی سپس به ایران بازگشت و در رمضان/مرداد ۱۳۹۲ در تهران مراسم ایام رمضان را برقرار داشت.

### اعدام روح‌الله زم
امجد در ۲۵ آذر ۱۳۹۹ و پس از اعدام روح‌الله زم، علی خامنه‌ای را مسئول مستقیم تمام خون‌های ریخته‌شده و کشته‌ها از سال ۱۳۸۸ به این سو دانست. او از زم با عنوان «شهید» یاد کرد و گفت «همهٔ افرادی که در چهل سال اخیر مظلومانه کشته شده‌اند را شهید می‌داند». امجد ضمن انتقاد از سکوت سید علی سیستانی در قبال اعدام روح‌الله زم، به سید علی خامنه‌ای توصیه کرد که «استبداد رأیش را کنار بگذارد، توبه کند و اجازه دهد با اصلاح قانون اساسی مردم به آزادی و رفاه برسند وگرنه ادامه این راه هلاکت خواهد بود».
جامعه مدرسین حوزه علمیه قم، جامعه روحانیت، برخی روحانیون و شخصیتهای بعضاً اصولگرا با واکنشی شدید، این موضع امجد را موهن اعلام کردند. عطاءالله مهاجرانی این موضع وی را تند و ساختارشکنانه دانست.

### اعتراضات سال ۱۴۰۱
امجد در ۲۵ شهریور ۱۴۰۱ ضمن محکومیت سرکوب معترضان گفت «این اسلامی که با سلیقه خودمان درست کرده‌ایم، هزاران بار از کفر نجس تر و بدتر است.»

## آثار
کتاب‌های تألیفی او به شرح زیر است:
- اشراقات معنوی[۲۱]
- اخلاق انسانی در مکتب علی (ع)

همچنین کتاب‌های مجموعه نکات و بیانات وی که جمع‌آوری شده عبارت اند از:
- زلال معرفت
- از معرفت به عشق
- مقدمات فهم قرآن
- جواهر معنوی، ۳ جلد